# ماريا لويزا سيبولفيدا
ماريا لويزا سيبولفيدا (بالإسبانية: María Luisa Sepúlveda)‏ هي عازفة بيانو وباحثة وملحنة تشيلية، ولدت في 14 أغسطس 1898 في تشيلان في تشيلي، وتوفيت في 4 أبريل 1958 في سانتياغو في تشيلي.

## وصلات خارجية
- ماريا لويزا سيبولفيدا على موقع ميوزك برينز (الإنجليزية)